# 129 هـ
129 هـ هي سنة في التقويم الهجري امتدت مقابلةً في التقويم الميلادي بين سنتي 746 و747.

## أحداث
- بداية الثورة العباسية في خراسان على الدولة الأموية

## مواليد
- عبد الله بن خازم التميمي

## وفيات
- المسور بن عباد التميمي
- ثوابة بن سلامة الجذامي
- يحيى بن يعمر